# CMTV
A CMTV (Correio da Manhã TV) é um canal de TV fechado português, associado ao diário Correio da Manhã. É um canal generalista com um forte cunho informativo, neste caso de caráter sensacionalista, dando especial atenção à atualidade relativa a assuntos criminais, refletindo o teor do jornal a que está associado. 
As emissões do canal tiveram início em 17 de março de 2013.
A CMTV transmite 24 horas por dia e, para além de Portugal, também pode ser vista em Angola e nas capitais provinciais de Moçambique, assim como em França e Pretória, na África do Sul. É o canal fechado mais visto em Portugal.[carece de fontes?]

## História
O canal começou por transmitir em exclusivo na operadora MEO, com receção limitada a Portugal.
No início de dezembro de 2015, reforçou a presença em Moçambique, passando a integrar a grelha da GOtv, operadora digital que está presente em todas as capitais provinciais do país. A CMTV é a única estação portuguesa de cunho informativo disponível na oferta da GOtv.
Após três anos disponível exclusivamente na MEO em Portugal, a 14 de janeiro de 2016 passou a estar também disponível na NOS, alcançando cerca de 85% das casas portuguesas que têm televisão por subscrição.
Em dezembro de 2017, a CMTV passou a estar disponível em todas as operadoras portuguesas de televisão por subscrição, assinalando presença na Nowo e na Vodafone.
Desde janeiro de 2017 que a CMTV é o canal de TV fechado mais visto no conjunto dos operadores portugueses de TV por subscrição.
Apesar de a informação sempre ter ocupado a maior parte da emissão diária do canal, no seu primeiro lustro de existência a CMTV apostava fortemente no entretenimento. Contudo, passado esse período, a informação passou a assumir um espaço ainda maior na grelha do canal, passando a ocupar alguns dos horários anteriormente dedicados ao entretenimento (deixou de haver transmissão diária de filmes eróticos de madrugada). 
A CMTV terminou o ano de 2019 com um share médio de 4,1%, o melhor resultado de sempre, registando uma subida de 20% em relação a 2018.
O hino da CMTV, do qual um excerto é reproduzido em separadores do canal, é da autoria de Boss AC. O hino foi tornado público no dia do 2º aniversário do canal, em 2015.
Em abril de 2022, uma jornalista da CMTV perdeu a vida, com apenas 27 anos, vítima de um acidente de mota, quando se dirigia para o local onde iria fazer uma reportagem.
No dia 8 de novembro de 2023, foi anunciada a venda do Grupo Cofina, responsável pelo canal CMTV, ao futebolista Cristiano Ronaldo e gestores do grupo. Além da emissora CMTV, foram também vendidas as empresas Correio da Manhã, Record, Jornal de Negócios e Sábado, com a aprovação da venda agendada para o dia 26 de novembro. Após a venda, o grupo Cofina Media passou-se a designar-se "Medialivre".
No dia 17 de setembro 2024, dia em que cobria os grandes incêndios florestais que assolavam Portugal, a CMTV obteve o seu melhor resultado de share diário de sempre, ao atingir os 10,7%, ultrapassando a média da RTP1 nesse dia.

## Direção CMTV[13]
- Diretor: Carlos Rodrigues
- DGE Adjuntos: Armando Esteves Pereira, Eduardo Dâmaso, Bernardo Ribeiro
- Diretores-Executivos CM e CMTV: Paulo João Santos e Paulo Oliveira Lima
- Dir.-Adjunto: Alfredo Leite
- Diretor de Produção: Pedro Mourato
- Subdiretores: João Oliveira Ferreira, Pedro Carreira e Rui Costa
- Dir.-Adjunto Estratégia: José Carlos Castro
- Diretor Novos Formatos: Pedro Mourinho
- Diretor do Departamento Gráfico: Pedro Freire
- Redator Principal: João Vaz

## Programas da CMTV
No dia 21 de março de 2016, a CMTV passou a dispor de um novo horário para ficção, espaço no qual emitiu a sua primeira telenovela brasileira vintage. O primeiro episódio da telenovela A Escrava Isaura, comprada à RecordTV, rendeu ao canal 2,7% de share (fonte: CMTV) Em 2019, surge a primeira telenovela produzida para a CMTV, pela SP Televisão, Alguém Perdeu, da autoria de António Barreira. No entanto, essa telenovela, uma grande aposta do canal, acabou por revelar-se um fracasso de audiências, tendo passado, dos 200 episódios previstos, para os 82 e passando a ser emitida no acesso ao horário nobre, em vez de no horário nobre propriamente dito.

### Lista de telenovelas portuguesas da CMTV
- 2019 - Alguém Perdeu (produção: SP Televisão)

### Lista de telenovelas brasileiras transmitidas pela CMTV
- 2016 - A Escrava Isaura
- 2016 - Amor e Revolução
- 2017 - Essas Mulheres
- 2018 - Revelação
- 2018 - Cristal
- 2019 - Corações Feridos

### Programas de Entretenimento
| Ano             | Programa | Apresentadores | Notas  |
| --------------- | -------- | --- | ------ |
| 2013 - Presente | Manhã CM | Atualmente: Ágata Rodrigues e Rui Oliveira Nunes | [ 15 ] |
| 2013 - Presente | Manhã CM | - Maya (2013 - 2021) - Nuno Graciano (2013 - 2015) - Duarte Siopa (2015 - 2016/ 2020 - 2024) - Nuno Eiró (2017 - 2020) - Rui Oliveira Nunes (2024, nas ausências de Duarte Siopa) - Teresa Guilherme (2024, nas ausências de Ágata Rodrigues ou de Rui Oliveira Nunes) |        |

| Ano         | Programa | Apresentadores | Notas |
| ----------- | -------- | -------------- | ----- |
| 2021 - 2022 | Tarde CM | Maya           |       |

| Ano             | Programa           | Apresentadores                     | Notas |
| --------------- | ------------------ | ---------------------------------- | ----- |
| 2023 - presente | Noite das Estrelas | Maya                               |       |
| 2023 - presente | Noite das Estrelas | - Rui Oliveira Nunes (2023 - 2024) |       |

| Ano             | Programa      | Apresentadores           | Notas |
| --------------- | ------------- | ------------------------ | ----- |
| 2025 - Presente | Siopa Comvida | Atualmente: Duarte Siopa |       |

| Ano             | Programa   | Apresentadores                         | Notas |
| --------------- | ---------- | -------------------------------------- | ----- |
| 2025 - Presente | CM Regiões | Atualmente: Duarte Siopa e Sara Santos |       |

## Apresentadores

### Atuais
| Apresentador(a)      | Período         |
| -------------------- | --------------- |
| Maya                 | 2013 - presente |
| Duarte Siopa         | 2013 - presente |
| Ana Pedro Arriscado  | 2016 - presente |
| Sara Santos          | 2017 - presente |
| Ágata Rodrigues      | 2021 - presente |
| Rui Oliveira Nunes   | 2023 - presente |
| Carlos Alberto Moniz | 2023 - presente |
| Teresa Guilherme     | 2023 - presente |

### Antigos
| Apresentador(a)     | Período     |
| ------------------- | ----------- |
| Nuno Graciano (†)   | 2013 - 2015 |
| Lara Afonso         | 2013 - 2020 |
| Ana Lúcia Matos     | 2013 - 2015 |
| Marta Viveiros      | 2013 - 2020 |
| Nuno Eiró           | 2017 - 2020 |
| Beatriz Moniz Ramos | 2018 - 2021 |
| Catarina Miranda    | 2025        |

## Controvérsias
No dia 25 de fevereiro de 2016, a CMTV decidiu transmitir, no programa de entretenimento Manhã CM - então apresentado por Nuno Graciano e Maya -, o velório de uma criança de três anos que tinha sido, alegadamente, arrastada para o mar juntamente com a irmã, pela mãe. A decisão de transmitir o velório valeu críticas à CMTV, inclusivamente por parte do jornalista Paulo Querido, do humorista Diogo Batáguas e do comentador Daniel Oliveira, sendo que este último considerou que "que uma coisa é ser jornalista, outra é ser um abutre".
De igual modo, em agosto de 2022 a Entidade Reguladora da Comunicação (ERC) apontou vários erros e violações das regras jornalísticas à CMTV na cobertura do suicídio de uma mulher que pegou fogo ao carro em que seguia com as duas filhas menores, sendo que uma delas acabou por morrer também. A ERC considerou que o canal "[fez] da morte e da tragédia particular de seres humanos um espetáculo televisivo". A CMTV defendeu-se com o "exercício do direito de expressão e liberdade de imprensa”, sublinhando o “inegável o interesse público do caso".
No dia 12 de agosto de 2023, a CMTV transmitiu o jogo da final da Liga dos Campeões Árabes desse ano recorrendo a um stream pirata. A situação foi denunciada por várias pessoas nas redes sociais.
No dia 19 de outubro de 2023, durante a tempestade Aline que assolou Portugal, um telespectador da CMTV enviou um vídeo daquilo que seria alegadamente um carro a flutuar nas cheias em Póvoa de Varzim, e o canal mostrou as imagens, afirmando que se tratava disso mesmo. No entanto, tudo não passou de uma brincadeira, pois o que as imagens realmente mostravam era um carrinho de brincar numa poça de água.  Em janeiro de 2024, a CMTV processou a pessoa que enviou o vídeo, pretendendo "uma pesada indemnização por danos".